# Велма (Оклахома)
Велма (англ. Velma) — місто (англ. town) в США, в окрузі Стівенс штату Оклахома. Населення — 554 особи (2020).

## Географія
Велма розташована за координатами 34°27′23″ пн. ш. 97°39′50″ зх. д. / 34.45639° пн. ш. 97.66389° зх. д. (34.456413, -97.663858).  За даними Бюро перепису населення США в 2010 році місто мало площу 3,66 км², з яких 3,64 км² — суходіл та 0,02 км² — водойми.

## Демографія
Згідно з переписом 2010 року, у місті мешкало 620 осіб у 251 домогосподарстві у складі 179 родин. Густота населення становила 169 осіб/км².  Було 304 помешкання (83/км²).
Расовий склад населення:
| - 88,1 % — білих - 8,9 % — корінних американців - 0,6 % — чорних або афроамериканців |

До двох чи більше рас належало 1,8 %. Частка іспаномовних становила 2,7 % від усіх жителів.
За віковим діапазоном населення розподілялося таким чином: 24,7 % — особи молодші 18 років, 60,9 % — особи у віці 18—64 років, 14,4 % — особи у віці 65 років та старші. Медіана віку мешканця становила 39,9 року. На 100 осіб жіночої статі у місті припадало 100,0 чоловіків;  на 100 жінок у віці від 18 років та старших — 93,0 чоловіків також старших 18 років.
Середній дохід на одне домашнє господарство  становив 67 580 доларів США (медіана — 65 694), а середній дохід на одну сім'ю — 77 156 доларів (медіана — 73 500). Медіана доходів становила 59 688 доларів для чоловіків та 30 500 доларів для жінок. За межею бідності перебувало 12,5 % осіб, у тому числі 15,5 % дітей у віці до 18 років та 2,5 % осіб у віці 65 років та старших.
Цивільне працевлаштоване населення становило 297 осіб. Основні галузі зайнятості: сільське господарство, лісництво, риболовля — 29,6 %, освіта, охорона здоров'я та соціальна допомога — 14,8 %, транспорт — 12,5 %.